# Ação Democrática Nacional (Equador)
A Ação Democrática Nacional (ADN, em castelhano:  Acción Democrática Nacional) é uma aliança política e movimento no Equador criado para apoiar a candidatura de Daniel Noboa nas eleições presidenciais de 2023.

## História
Daniel Noboa anunciou sua candidatura presidencial em maio de 2023, após a crise política equatoriana. Recebeu o apoio dos partidos Povo, Igualdade e Democracia (PID) e MOVER, que se tornaram membros da ADN. Nos meses seguintes, Noboa vem organizando esse movimento, que por muito tempo não recebeu legalização partidária. A companheira de chapa de Noboa é a empresária conservadora Verónica Abad Rojas, de Cuenca.
A relação desta plataforma política com o ex-presidente Lenín Moreno é notável, pois o PID foi fundado e é presidido por Arturo Moreno Encalada, primo do ex-mandatário, e o MOVER foi o partido no poder durante grande parte da administração de Moreno, quando ainda fazia parte da Aliança PAIS, sendo Moreno até mesmo o presidente da PAIS quando ele era presidente do Equador.
Nas eleições presidenciais de 2023, Noboa ficou em segundo lugar no primeiro turno de votação em 12 de agosto, antes de vencer o segundo turno (e, portanto, a presidência) em 15 de outubro

## Composição
A coligação é composta pelos seguintes partidos:
| Partido | Partido                                                    | Sigla | Líder         | Ideologia         | Filiação      |
| ------- | ---------------------------------------------------------- | ----- | ------------- | ----------------- | ------------- |
|         | Povo, Igualdade e Democracia Pueblo, Igualdad y Democracia | PID   | Arturo Moreno | Partido pega-tudo | 2023–presente |
|         | MOVER                                                      | MOVER | René Espín    | Social-democracia | 2023–presente |

## Resultados eleitorais

### Eleições presidenciais
| Ano  | Candidatos   | Candidatos      | 1º turno  | 1º turno | 2º turno  | 2º turno | Resultado | Notas |
| Ano  | Presidente   | Vice-presidente | Votos     | %        | Votos     | %        | Resultado | Notas |
| ---- | ------------ | --------------- | --------- | -------- | --------- | -------- | --------- | ----- |
| 2023 | Daniel Noboa | Verónica Abad   | 2,275,910 | 23.48%   | 5,238,618 | 51,83%   | Eleito    |       |

### Eleições para a Assembleia Nacional
| Eleição | Líder        | Votos     | %      | Assentos | +/– |
| ------- | ------------ | --------- | ------ | -------- | --- |
| 2023    | Daniel Noboa | 1,219,254 | 14.56% | 14 / 137 | 14  |